# Stephen Shin
Stephen Shin es un personaje ficticio que aparece en los cómics publicados por DC Comics. Es un personaje secundario de Aquaman que debutó durante el reinicio de "The New 52". Stephen Shin apareció por primera vez en Aquaman # 2 (diciembre de 2011) y fue creado por Geoff Johns e Ivan Reis.
Shin hizo su debut cinematográfico de acción en vivo en la película Aquaman del Universo extendido de DC 2018, interpretado por Randall Park y regresará en la próxima secuela de 2023 Aquaman y el Reino Perdido.

## Biografía ficticia
Stephen Shin es un biólogo marino que es amigo del farero Tom Curry y su hijo con Atlanna, que habita en el mar, Arthur Curry. Además, tiene más conocimiento de la Atlántida que cualquier otro habitante de la superficie. Aunque ayudó a Arthur a desarrollar sus poderes, se volvió contra él porque no le revelaría la ubicación de Atlantis. Cuando Tom falleció y Stephen estaba con los medios de comunicación en el faro de Curry, Arthur le dijo a los medios que no era humano. A pesar de los intentos de Stephen, Aquaman se sumerge en el océano y desapareció debajo de su superficie. Stephen se queda solo en el acantilado y dice que lo siente.
Algunos años más tarde, Aquaman y Mera visitan a Stephen Shin, donde necesitan su ayuda para identificar de dónde provienen las extrañas criaturas marinas. Después de averiguar el origen de la criatura, Stephen le preguntó si podía aferrarse al cuerpo de la criatura que Aquaman le rechazó. Cuando Stephen se enoja por esta respuesta, Aquaman se va con Mera y le dice a Stephen que puede ser un hombre peligroso pero triste en este momento.
A medida que la lucha de Aquaman con las criaturas desconocidas continúa y llega a ser noticia, Stephen Shin ve un programa de entrevistas que habla sobre Aquaman y se burla de la terrible experiencia que enfrenta.
Después de que Aquaman y Mera ayuden a algunos barcos a llegar a la costa antes de que llegue una tormenta, los dos visitan a Stephen Shin para ver si puede ayudar a descubrir el artefacto atlante que tienen. Le preguntan si conoce la identidad de la persona que hundió la Atlántida. Shin afirma que era posible que alguien hundiera Atlantis y menciona que tiene enemigos debido a que es la civilización más poderosa del mundo. Cuando preguntó por las criaturas que venían de la Trinchera, Aquaman dijo que causó una explosión volcánica que los atrapó allí. En ese momento, una mujer llamada Ya'Wara irrumpe en la casa de Stephen para matarlo solo para que Mera actúe. Cuando Aquaman rompe la pelea, Ya'Wara le dice que Manta Negra mató a Kahina, tomó el sello de oro que tenía y creyó que Stephen se lo contó a Manta Negra. Como Ya'Wara cree que Stephen Shin está aliado con Manta Negra, Aquaman dice que lo necesitan para encontrar las reliquias que faltan, ya que Aquaman hace que Stephen comience a buscar. Él le advierte a Shin que si está conectado de alguna manera con la muerte de Kahina, permitirá que Ya'Wara lo alimente a su mascota jaguar. Shin vuelve a trabajar en la caja negra del Atlante mientras Mera le pregunta sobre Manta Negra y qué sabe sobre los Otros. Cuando Mera sigue preguntándole a Stephen Shin sobre Manta Negra, afirma que no ha visto a Manta Negra en años. Explica que conoció a Tom Curry y a su hijo Arthur hace años, cuando Tom lo salvó de una expedición que salió mal. Mientras obtuvo el conocimiento de Atlantis durante ese tiempo, Tom se negó a que las habilidades de Arthur se revelaran a los medios de comunicación, ya que Shin afirma que puede salvar su carrera. Shin luego le cuenta a Mera sobre un cazador de tesoros que encontró un naufragio en la costa de Islandia y había combatido a un grupo de piratas. Mera creía que el cazador de tesoros era Manta Negra, lo que Shin confirma. Aunque negó que Manta Negra haya participado en la muerte de Tom Curry al afirmar que Tom murió de un ataque al corazón y que Aquaman luego asesinó al padre de Manta Negra. Como Mera aún no confía en Stephen Shin después de que reveló a Aquaman al público, afirma que no es el hombre que ella cree que es. También explica que el día del funeral de Tom Curry, Aquaman atacó el barco de Manta Negra, donde se reveló que el capitán era el padre de Manta Negra, mientras que Manta Negra era el buceador.
Cuando Manta Negra llega para secuestrar a Stephen Shin, Mera lo combate hasta que Manta Negra aturde a Mera y se teletransporta con Stephen. Cuando Aquaman llega a la tumba del rey Atlántico, Manta Negra intenta que Stephen lo ayude solo para que Stephen se niegue, ya que no quiere volver a traicionar a Aquaman. Después de obtener información del Operador sobre dónde fue llevado Stephen Shin, Mera se dirige a la tumba del Rey Atlántico. En la tumba del Rey Atlan, Manta Negra tiene el Cetro del Rey Muerto en su mano mientras ordena a sus hombres que maten a Stephen solo a Aquaman para luchar contra los secuaces de Manta Negra. Como Ya'Wara cree que Stephen es responsable de que Manta Negra obtenga el Scepter del Rey Muerto, comienza a atacar solo para que Vostok la detenga y le diga que Stephen se ha arrepentido de sus acciones. Después de que los Otros se reagruparon en el avión de la Operativa, Stephen Shin todavía siente remordimiento por lo que le sucedió a Tom Curry solo para que Aquaman le dijera que lo que le pasó a Tom no fue su culpa.
Cuando Aquaman se enfrentó a Amo del Océano durante la historia del "Trono de Atlántida", Cyborg recibe instrucciones de proteger a Stephen Shin. Stephen Shin y Nuidis Vulko ven las noticias sobre la guerra desde las computadoras de la Atalaya de la Liga de la Justicia. Cuando los periodistas afirman que Aquaman traicionará a la Liga de la Justicia, Stephen se niega a creer ese hecho. Aunque Vulko le recuerda a Stephen sobre sus acciones pasadas hacia Aquaman. Luego ataca y golpea a Stephen mientras habla sobre cómo fue desterrado después de que Aquaman abandonó Atlantis.

## Poderes y habilidades
Stephen Shin tiene un intelecto a nivel de genio.

## En otros medios

### Película

#### Animación
- Stephen Shin aparece en Justice League: Throne of Atlantis, con la voz de Matthew Yang King. Batman y Superman se dirigen a la casa de Stephen Shin para hablar con él sobre Atlantis y descubrir que su casa ha sido destruida y que su investigación ha sido destruida. Ellos encuentran una foto de Aquaman y la carta que confirma que es mitad atlante. Stephen se encuentra con Aquaman solo para que lo maten soldados atlantes enviados por Amo del Océano.
- Una versión alternativa de Stephen Shin aparece en Justice League: Gods and Monsters, con la voz de Eric Bauza. Es miembro de Project Fair Play, que también estuvo compuesto por John Henry Irons, T. O. Morrow, Michael Holt, Victor Fries, Pat Dugan, Emil Hamilton, Karen Beecher, Ray Palmer, Silas Stone, Thaddeus Sivana, Kimiyo Hoshi y Will Magnus. Después de la muerte de Victor Fries, Ray Palmer y Silas Stone a manos de los Hombres de Metal que se hacían pasar por Superman, Batman y Wonder Woman, Stephen Shin es uno de los científicos restantes que se reúnen en una casa solo para ser atacados por los Hombres de Metal con Stephen como una de las víctimas de los Hombres de Metal.

#### Acción en vivo
- Stephen Shin aparece en Aquaman (2018), interpretado por Randall Park.[1] En la película, Shin es un exoficial del Instituto de Ciencias Marinas de los Estados Unidos despedido por  teorías de conspiración. Se lo ve por primera vez en GBS-TV, donde habla sobre Atlantis al afirmar que están planeando atacar el mundo de la superficie. En la escena de los créditos intermedios, Shin y las personas en su bote encuentran un Black Manta herido en una madera flotante. Después de ayudar a curarlo, Shin trabaja en el casco que dispara accidentalmente un láser cuando Black Manta se ha despertado. Shin le dice a Black Manta que su traje está hecho de tecnología atlante y le gustaría que Black Manta le dijera cómo obtuvo la tecnología. Black Manta acepta a cambio que Shin le diga cómo encontrar a Aquaman.
- Park repitió su papel en la secuela de Aquaman y el Reino Perdido (2023).[13]El trabaja con Manta para encontrar artefactos atlantes y el reino atlante perdido de Necrus, donde este último encuentra el Tridente Negro maldito. Finalmente, Shin se da cuenta del motivo completo de Manta y ayuda a Aquaman y Orm Marius a detener a Manta antes de que pueda destruir a Atlantis y al mundo. Shin luego ayuda a Aquaman a encontrar a su hijo diciéndole la ubicación de Necrus en la Antártida y él impide que Manta sacrifique al bebé antes de ser traicionado. Tras la destrucción de Necrus y la derrota de Manta, Shin escapa con Aquaman, Mera y Orm, quienes le agradecen por su ayuda. El se le ve entre los ciudadanos, viendo cómo Aquaman revela la existencia de Atlantis a través de un anuncio en las Naciones Unidas y declara sus intenciones de convertir al reino en un estado miembro.